# يونس اليوسفي
يونس اليوسفي  (1990 المغرب) هو لاعب كرة قدم مغربي.

## روابط خارجية
- يونس اليوسفي على موقع قاعدة بيانات كرة القدم.إي يو (الإنجليزية)